# Sarcodontia setosa
Sarcodontia setosa är en svampart som först beskrevs av Christiaan Hendrik Persoon, och fick sitt nu gällande namn av Donk 1952. Sarcodontia setosa ingår i släktet Sarcodontia och familjen Meruliaceae.   Inga underarter finns listade i Catalogue of Life.